# Isaac de Etiopía
Yeshaq I o Isaac ( Ge'ez ይሥሓቅ Yishak , amhárico : Yishak ? ; Nombre de coronación gabra Masqal II ገብረ መስቀል Gabra Maskal " esclavo / siervo de la cruz ," amárico : Gebre Meskel ? ) Fue negus de Etiopía (1414-1429). Un miembro de la dinastía salomónica, fue el segundo hijo de Dawit I.

## Historia
Durante el reinado de Yeshaq, según el historiador islámico al-Maqrizi, un grupo de mamelucos dirigido por al-Tabingha se dirigieron a Etiopía, donde enseñó a los soldados de Yeshaq cómo fabricar el fuego griego y a luchar con espadas. Casi al mismo tiempo otro visitante egipcio, copto, "reorganizó el reino", según al-Maqrizi ", y se recoge la riqueza tanto para el Hati [el emperador] que disfrutó la autoridad del rey." Este copto anónimo también introdujo la práctica del apósito emperador en la ropa "espléndidas" y llevando una cruz, lo que hizo que él se destaca de sus temas. Además, George Wynn Brereton Huntingford sugiere que fue durante el reinado de Yeshaq que los gobernantes de Etiopía dejaron de tener capitales permanentes; en cambio, sus cortes se realizaron en sus campamentos a medida que avanzaban en torno a su reino.
El reinado de Yeshaq estuvo marcado por acontecimientos violentos. El sultán de Ifat, Saad-ed-Din II, llevó la guerra santa a Etiopía. Pero Yeshaq resultó victorioso, tomó el puerto de Zeila en 1415. Atacó Massawa en dos ocasiones, puso en marcha una flota contra las islas Dahlak, los empujó hasta el sur del lago Abaya, se apoderó de Enarya y sus minas de oro. Invadió la región de Shanqella más allá Agawmeder. También sofoco una revuelta de la Beta Israel, también conocidos por los Falashas. En respuesta, el emperador los expulsa gradualmente de Dembéya y Wogera, donde derrotó a los rebeldes en Kossoge, poniendo así fin a la revuelta. Construido allí para conmemorar su victoria donde fundó las iglesias de Kosogué y Yeshaq-Dabr.
Los hijos de Saad-ed-Din II que se había refugiado en Yemen después de la derrota de 1415 volvieron a atacar Etiopía. Uno de ellos conquistó Jédaya (1424) y envió al exilio a muchos etíopes. Entonces, Yeshaq inició conversaciones con reyes cristianos de Europa. Envió una carta a Alfonso V de Aragón, que llegó hasta el rey en 1428, proponiendo una alianza contra los musulmanes que sería sellada por un doble matrimonio, que requeriría el infante don Pedro para traer un grupo de artesanos a Etiopía , en la que se casaría con la hija de Yeshaq. No está claro cómo o si Alfonso respondió a esta carta, aunque en una carta que llegó el sucesor de Yeshaq Zara Yaqob en 1450, Alfonso escribió que él estaría dispuesto a enviar a los artesanos a Etiopía si su llegada a buen puerto se podría garantizar, por una anterior ocasionar un grupo de 13 de sus súbditos que viajan a Etiopía había perecido. Su embajador fue detenido en Alejandría. En su equipaje, los egipcios descubrieron ropa de cruzados para el ejército del Negus. Y fue ahorcado en El Cairo .
Un ejemplo notable de la literatura etíope que ha sobrevivido de esta época es un panegírico dirigido a Yeshaq, que Enrico Cerulli identificado como una joya de la poesía etíope.
Tadesse Tamrat cree que las fuentes primarias máscara de la muerte de Yeshaq en la batalla contra los musulmanes . E. A. Wallis Budge afirma que fue asesinado, y "enterrado en Tadbaba Maryam ".